# Голубково (Новониколаевский район)
Голубково (укр. Голубкове) — село,
Трудовый сельский совет,
Новониколаевский район,
Запорожская область,
Украина.
Код КОАТУУ — 2323687202. Население по переписи 2001 года составляло 47 человек.

## Географическое положение
Село Голубково находится в балке Широчанская, по которой протекает пересыхающий ручей с запрудами,
выше по течению на расстоянии в 2,5 км расположено село Зелёное.

## История
- 1921 год — дата основания как село Широкое.